# Ivan Diviš
Ivan Diviš (ur. 18 września 1924 w Pradze, zm. 7 kwietnia 1999 tamże) – czeski poeta i prozaik. 

## Życie
Urodził się w rodzinie urzędnika bankowego. W czasie II wojny światowej, aresztowany przez gestapo, więziony był przez pewien czas na praskim Pankracu. Po wojnie studiował filozofię i estetykę na Uniwersytecie Karola (1945-1949). Pracował m.in. jako redaktor w wydawnictwach V. Petr, Svoboda i Mladá fronta oraz w piśmie “Sešity pro litetraturu a diskusi”, ale także jako tokarz w fabryce. W 1964 przyjmując chrzest przystąpił do Kościoła Katolickiego. W 1969 wyjechał na emigrację, mieszkał w Monachium i pracował w rozgłośni czechosłowackiej Radia Wolna Europa. Po aksamitnej rewolucji wrócił do Czech. Przyczyną jego zgonu był prawdopodobnie nieszczęśliwy wypadek.

## Twórczość
Debiutował w 1946 tomem liryków První hudba bratřím (Pierwsza muzyka dla braci). Wydał m.in. tomy wierszy i poematy Uzlové pismo (1960, Pismo węzełkowe), Rozpleť si vlasy (1961, Rozpleć włosy), Deník molekuly (1962, Dziennik molekuły), Eliášův oheň (1962, Ogień Eliasza), Chrlení krve (1964, Krwotok płucny), Umbriana (1965), V jazyku Dolor (1966, W języku Dolor), Sursum (1967, pełne wydanie Monachium 1978), Thanathea (1968), Noé vypouští krkavce (Toronto 1975, Noe wypuszcza kruka), Průvan (Pondicherry 1978, Przewiew), Beránek na sněhu (Monachium 1980, Baranek na śniegu), Odchod z Čech (Monachium 1981, Odejście z Czech), Žalmy (Londyn 1986, Psalmy), Moje oči musely vidět (1991, Moje oczy musiały oglądać), Tresty (1994, Kary), Verše starého muže (1998, Poezje starego człowieka). Ma też w swoim dorobku zbiór zapisów snów Papouščí město (Purley 1988, Papuzie miasto), który w wydaniu krajowym (1991) nosi tytuł Noc, nebudeš se báti (Noc, nie będziesz się lękać) i tom prozy dziennikowej Teorie spolehlivosti (1994, Teoria spolegliwości). Pisał też dla czytelnika dziecięcego.
Jego poetyckim mistrzem był Vladimír Holan.
Metafizyczna poezja Diviša jest wewnętrznie rozedrgana, przepełniona napięciem i niepokojem, nieustannie oscyluje między wiarą religijną a zwątpieniem. Diviš jest poetą ostrych kontrastów, paradoksów i antynomii, ekspresywnym i pełnym pasji. W jego dziele obsesyjnie powraca kilka najważniejszych tematów: Bóg, historia, erotyka, Czechy. 

## Nagrody i wyróżnienia
W 1997 został odznaczony Medalem Za zasługi I stopnia.
Otrzymał nagrody wydawnictwa Československý spisovatel (1961, 1964), Jaroslava Seiferta (1986) i Jana Zahradnička (1987). 

## Recepcja polska
W Polsce tłumaczenia jego wierszy drukowano dotąd jedynie w czasopismach. Przekładał go Leszek Engelking.